# Ángel Romero
Ángel Rodrigo Romero Villamayor (Fernando de la Mora, 4 juli 1992) is een Paraguayaans voetballer die doorgaans als aanvaller speelt. Hij verruilde Corinthians in augustus 2019 transfervrij voor San Lorenzo. Romero debuteerde in 2013 in het Paraguayaans voetbalelftal.

## Carrière
Romero stroomde in 2011 door vanuit de jeugd van Cerro Porteño. Hij kwam dat seizoen tot zes wedstrijden en maakte in de derde daarvan zijn eerste doelpunt op het hoogste niveau, de 4–1 tijdens een met diezelfde cijfers verloren wedstrijd in de Liga Paraguaya uit bij Sportivo Luqueño. Nadat hij in 2012 speelminuten kreeg in negen wedstrijden, werd Romero in 2013 basisspeler. Hij maakte dat jaar vijftien doelpunten en sleepte mede daardoor zijn tweede landstitel binnen met Cerro Porteño.
Romero verruilde Cerro Porteño in juni 2014 voor Corinthians, de nummer tien van de Série A in het voorgaande seizoen.

## Clubstatistieken
| Seizoen     | Club          | Competitie       | Competitie | Competitie | Beker | Beker | Internationaal | Internationaal | Totaal | Totaal |
| Seizoen     | Club          | Competitie       | Wed.       | Dlp.       | Wed.  | Dlp.  | Wed.           | Dlp.           | Wed.   | Dlp.   |
| ----------- | ------------- | ---------------- | ---------- | ---------- | ----- | ----- | -------------- | -------------- | ------ | ------ |
| 2011        | Cerro Porteño | Liga Paraguaya   | 6          | 1          | 0     | 0     | —              | —              | 6      | 1      |
| 2012        | Cerro Porteño | Liga Paraguaya   | 9          | 3          | 0     | 0     | 0              | 0              | 9      | 3      |
| 2013        | Cerro Porteño | Liga Paraguaya   | 42         | 15         | 0     | 0     | 4              | 0              | 46     | 15     |
| 2014        | Cerro Porteño | Liga Paraguaya   | 12         | 11         | 0     | 0     | 7              | 1              | 19     | 12     |
| Club totaal | Club totaal   | Club totaal      | 69         | 30         | 0     | 0     | 11             | 1              | 80     | 31     |
| 2014        | Corinthians   | Série A          | 21         | 0          | 5     | 1     | —              | —              | 26     | 1      |
| 2015        | Corinthians   | Série A          | 12         | 3          | 1     | 1     | 0              | 0              | 13     | 4      |
| 2016        | Corinthians   | Série A          | 27         | 5          | 3     | 1     | 6              | 2              | 36     | 8      |
| 2017        | Corinthians   | Série A          | 30         | 3          | 5     | 1     | 5              | 0              | 40     | 4      |
| 2018        | Corinthians   | Série A          | 27         | 6          | 8     | 3     | 8              | 1              | 43     | 10     |
| 2019        | Corinthians   | Série A          | 0          | 0          | 0     | 0     | 0              | 0              | 0      | 0      |
| Club totaal | Club totaal   | Club totaal      | 117        | 17         | 22    | 7     | 19             | 3              | 158    | 27     |
| 2019/20     | San Lorenzo   | Primera División | 20         | 5          | 0     | 0     | —              | —              | 20     | 5      |
| Club totaal | Club totaal   | Club totaal      | 20         | 5          | 0     | 0     | 0              | 0              | 20     | 5      |

Bijgewerkt t/m 18 april 2020

## Interlandcarrière
Romero debuteerde op 7 september 2013 in het Paraguayaans voetbalelftal, tijdens een met 4–0 gewonnen kwalificatiewedstrijd voor het WK 2014 thuis tegen Bolivia. Hij begon in de basis en werd na 65 minuten vervangen door Óscar Romero. Romero maakte op 15 november 2014 zijn eerste interlanddoelpunt. Hij schoot Paraguay toen op 1–0 in een met 2–1 gewonnen oefeninterland thuis tegen Peru.

## Erelijst
| Competitie                           | Aantal        | Jaren                        |               |               |
| Cerro Porteño                        | Cerro Porteño | Cerro Porteño                | Cerro Porteño | Cerro Porteño |
| ------------------------------------ | ------------- | ---------------------------- | ------------- | ------------- |
| Kampioen Liga Paraguaya              | 2x            | Apertura 2012, Clausura 2013 |               |               |
| Corinthians                          |               |                              |               |               |
| Kampioen Série A                     | 2x            | 2015, 2017                   |               |               |
| Individueel                          |               |                              |               |               |
| Paraguayaans voetballer van het jaar | 1x            | 2013                         |               |               |

2 Angeleri ·
3 Senesi ·
4 Rodríguez ·
5 Mercier ·
6 Caruzzo ·
7 Mussis ·
8 Gudiño ·
9 Blandi ·
10 Romagnoli ·
11 Viola ·
12 Torrico ·
14 Castro ·
15 Reniero ·
16 Belluschi ·
17 Díaz ·
19 Botta ·
22 Navarro ·
23 Berterame ·
24 Cavallaro ·
25 Devecchi ·
26 Piris Da Motta ·
27 Rojas ·
28 Barrios ·
29 Salazar ·
31 Quignon ·
32 Coloccini ·
34 Moyano ·
35 Conechny ·
36 Merlini ·
40 Acevedo ·
Coach: Biaggio